# اختلال رفتاری خواب با حرکت سریع چشم
اختلال رفتاری خواب با حرکت سریع چشم یا اختلال رفتاری خواب REM (به انگلیسی: Rapid eye movement sleep behavior disorder)، به اختصار RBD نوعی اختلال خواب (به‌طور خاص خواب‌پریشی) است که در آن افراد به رویاهای خود جامه عمل می‌پوشانند. این اختلال شامل رفتار غیرطبیعی در مرحله خواب با حرکت سریع چشم (REM) است. ویژگی اصلی اختلال رفتاری خواب REM، از دست دادن آتونی عضلانی است (در حالت طبیعی بدن در هنگام خواب در حالت فلجی کامل قرار دارد). خواب REM مرحله‌ای از خواب است که بیشترین رؤیاها در آن تجربه می‌شود. از دست دادن مهار حرکتی منجر به طیف وسیعی از آزادی رفتاری در هنگام خواب می‌گردد. این اختیار حرکتی از انقباض‌های ساده اندام‌ها تا حرکت یکپارچه و پیچیده‌تر گسترش می‌یابد. رفتارها می‌توانند ماهیتی خشونت‌آمیز داشته باشند و در بعضی موارد منجر به آسیب رساندن به خود فرد یا هم‌خوابان آنها شود.

## علل
اختلال رفتاری سریع حرکت چشم هنگامی اتفاق می‌افتد که در هنگام خواب REM آتونی عضلانی از بین رفته و منجر به رفتار حرکتی در پاسخ به محتوای خواب می‌شود. این مسئله می‌تواند در اثر عوارض جانبی به برخی داروها یا در حین ترک دارو ایجاد شود. با این حال، این بیماری اغلب با افراد مسن و در افراد مبتلا به اختلالات مخرب عصبی مانند بیماری پارکینسون و سایر بیماری‌های مخرب عصبی، به عنوان مثال آتروفی سیستم چندگانه و زوال عقل با اجسام لویی همراه است.

## درمان
اختلال رفتاری حرکت سریع چشم در خواب قابل درمان است (تنها در مواردی سینوکلئینوپاتی زمینه‌ای وجود ندارد). ملاتونین و کلونازپام بیشترین استفاده را برای این بیماری دارند و نسبتاً مؤثر هستند. با این حال ملاتونین گزینه ایمن تری را ارائه می‌دهد، زیرا کلونازپام می‌تواند عوارض جانبی نامطلوبی ایجاد کند. دارو و درمان‌های دیگری نیز در دسترس هستند، اما شواهد کافی برای اثر بخشی آنها وجود ندارد.
داروهایی که ممکن است اختلال رفتاری حرکت سریع چشم در خواب را بدتر کنند و در صورت امکان باید قطع شوند ترامادول، میرتازاپین، داروهای ضد افسردگی و بتا بلاکرها هستند. علاوه بر دارو، ایمن‌سازی محیط خواب با استفاده از وسایل بالقوه خطرناک از اتاق خواب عاقلانه است یا یک بالشتک در اطراف تخت قرار داده یا تشک را برای محافظت بیشتر در برابر صدمات روی زمین پهن شود. برخی از مبتلایان شدید به این عارضه، در کیسه خواب خوابیده و آن را تا گردن خود بالا کشیده و دستکش می‌پوشند که تا صبح که بیدار می‌شوند، نتوانند از آن خارج شوند.

### پیش‌بینی آینده بیماری
بیماران مبتلا به اختلال رفتاری حرکت سریع چشم در خواب در معرض آسیب ناشی از خواب (SRI) هستند: بین ۳۳٪ تا ۶۵٪ بیمارانی که مبتلا به اختلال رفتاری حرکت سریع چشم در خواب گزارش شده‌اند، به خود یا شریک زندگی خود آسیب وارد کرده‌اند.

## اپیدمیولوژی
شیوع اختلال رفتاری حرکت سریع چشم در خواب تا سال ۲۰۱۷ به‌طور کلی ۰٫۵–۲٪ و ۵–۱۳٪ از افراد ۶۰ تا ۹۹ سال تخمین زده شده‌است. این شیوع در مردان به‌طور کلی بیشتر است، اما در مردان و زنان زیر ۵۰ سال به یک اندازه شایع است. احتمال می‌رود فعالیت خشونت‌آمیز انجام شده توسط مردان بیشتر منجر به آسیب به شریک زندگی در تختخواب می‌شود، همین مسئله احتمال گزارش اختلال مردان توسط زنان گزارش را بالا می‌برد. همچنین ممکن است تفاوت واقعی شیوع در نتیجه عوامل ژنتیکی یا آندروژنیک پدید آمده باشد.

## تاریخچه
در دهه‌های ۶۰ و ۷۰، میشل ژووت ضایعات مغزی ای را در گربه‌ها توصیف کرد که منجر به از دست دادن آتونیا در اختلال رفتاری حرکت سریع چشم در خواب می‌گردد.

## در حیوانات
اختلال رفتاری حرکت سریع چشم در خواب در حیوانات مخصوصاً در سگ‌ها، نیز تشخیص داده شده‌است.